# Bataille de Castillon
Pour l’article homonyme, voir Bataille de Castillon, 17 juillet 1453.
Guerre de Cent Ans
Batailles
La bataille de Castillon eut lieu le 17 juillet 1453 à Castillon, entre les armées d'Henri VI d'Angleterre et celles de Charles VII de France. Cette dernière bataille de la guerre de Cent Ans se conclut par une victoire décisive pour les Français. Elle marque aussi la première utilisation massive dans une bataille de l'artillerie de campagne créée par les frères Gaspard et Jean Bureau.

## Contexte général
À la suite de la reconquête de la Normandie, qui s'achève en 1450 peu après la bataille de Formigny, les Français dirigent leurs efforts vers le Bordelais encore sous domination de la couronne anglaise, mais bénéficiant d'une relative autonomie. La Guyenne est presque reconquise par les Français durant l'année suivante. Après la conquête de Bordeaux par Charles VII le 29 juin 1451, les Français installent leur propre administration avec à sa tête le sénéchal de Coëtivy. Afin de financer la défense de la province, celui-ci décide de lever un impôt qui mécontente fortement la population. Une délégation bordelaise est dès lors montée pour aller quérir l'aide des Anglais. 
Le roi d'Angleterre Henri VI reçoit les mécontents et répond à leur appel en envoyant une armée. L'armée anglo-gasconne est commandée par le vieux soldat John Talbot, qui reprend la ville un an plus tard, à la grande satisfaction des habitants, dont la prospérité dépend largement du commerce avec l'Angleterre. Talbot est nommé lieutenant général de Guyenne. Le reste de la province se rebelle contre le roi de France Charles VII qui envoie à son tour une armée pour reconquérir la Guyenne, en 1453.

## Les préparatifs français
Le corps d'armée qui opère non loin de la Dordogne se met en route pour Castillon. Selon les sources médiévales, il semble commandé collégialement par les maréchaux de France André de Lohéac et Philippe de Culant, et d'autres seigneurs. Cependant, il est fort probable qu'un seul ait eu le commandement et qu'il s'agisse de l'amiral Jean de Bueil, chef le plus expérimenté parmi eux et comme l'indique son écuyer dans son ouvrage le Jouvencel. 
Le corps d'armée descend la vallée de la Dordogne et arrive le 13 juillet devant la ville de Castillon tenue par les Anglo-gascons. Les Français installent leur artillerie et leur défense afin d'assiéger la place. À ce moment, l'armée comprend 1 800 lances fournies (six hommes dont un combat à cheval, et les autres à pied mais en se déplaçant à cheval), soit 7 200 combattants, 800 francs-archers, des auxiliaires de cavalerie envoyés par le duc de Bretagne, et l'artillerie, un nombre considérable de pièces servies par 700 manœuvriers sous les ordres de Jean Bureau, trésorier général de France (1441), et de son frère Gaspard, grand-maître de l'artillerie (1444). 
Cette « grosse et menue artillerie du roi », mobile, montée sur chariots, avec des bouches à feu tirant des boulets de fonte de différents calibres constitue une véritable artillerie de campagne, une innovation militaire de première importance à cette époque où l'artillerie était généralement utilisée pour les sièges. Jean Bureau dispose ses canons en direction de Castillon et prépare ses positions de tir.
A ce jour[Quand ?], concernant la position du camp français, deux hypothèses se font face .
Une première hypothèse basée sur les écrits de Léo Drouyn affirme que Jean Bureau choisit un terrain au nord de la Dordogne pour y placer ses canons. Selon ses suppositions, le camp est installé derrière un ancien lit sinueux de la Lidoire, petit affluent de la Dordogne. Le lit sert de fossé et sa rive nord est aménagée en parapet, avec un rempart continu en troncs d'arbres. Le camp retranché, qui fait 600 mètres de long, est gardé au nord, à environ 1,5 km, par les 1 000 hommes de la cavalerie bretonne, commandés par les sires Jean de Montauban et Gilles de la Hunaudaye,. La plaine de Colle, sur l'actuelle commune de Lamothe-Montravel, entre le camp retranché et la Dordogne, est un terrain plat idéal pour les tirs de l'artillerie française.

Selon une seconde hypothèse plus récente, à la suite de la découverte de nouvelles sources provenant du prieuré Saint Florent et d'une enquête réalisée par le juge Lassime au XVIIIe siècle, le camp français serait devant la ville de Castillon à portée de canon soit environ 200 mètres. La Lidoire ayant rompu son lit après 1496, l'hypothèse émise par Léo Drouyn serait caduque.

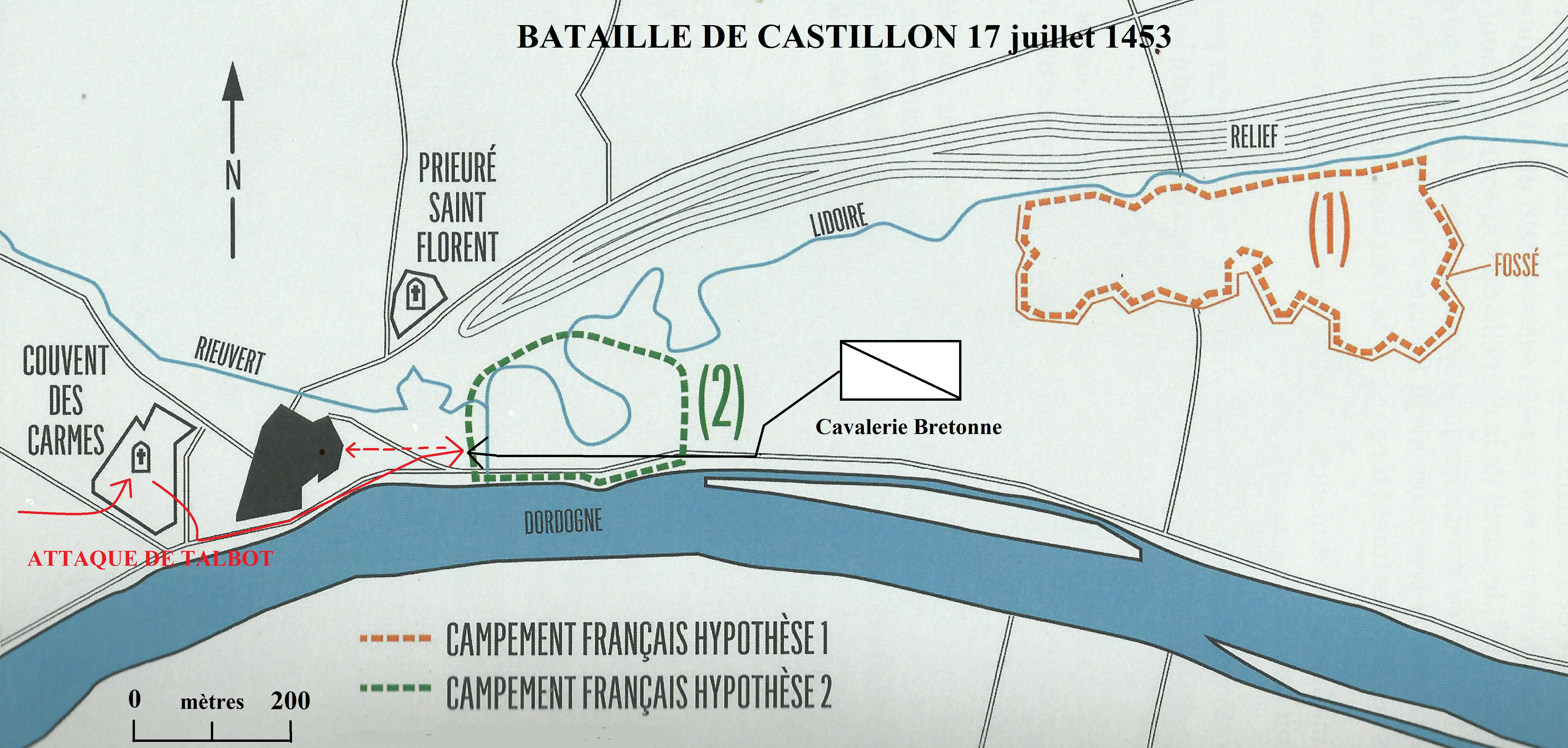
Plan de la bataille avec les deux hypothèses d'emplacement du camp français à la suite des nouvelles découvertes, (source : Mairie de Castillon-la-Bataille)

## Les préparatifs anglo-gascons
Talbot sait ses forces plus faibles que celles de son adversaire. Les Français envahissent la Guyenne par trois colonnes. Il est dès lors souhaitable d'attaquer en premier, en détruisant séparément les trois corps, avant leur regroupement. Il subit aussi les pressions des vignerons qui craignent de longs combats sur leurs terres et redoutent que les affrontements se poursuivent jusqu'aux vendanges. Bien qu'il soit prudent et très expérimenté, le vieux Talbot, informé de l'arrivée des Français à Castillon, décide de passer à l'attaque.
Il quitte Bordeaux le 16 juillet au matin, avec une force anglo-gasconne de 800 à 1 000 combattants à cheval et 4 000 à 5 000 hommes à pied, ainsi que des renforts de 3 000 à 4 000 Gascons, et avance à marche forcée sur Castillon. À l'aube du 17 juillet, son avant-garde surprend et disperse un détachement de francs-archers français commandés par Jacques de Chabannes et Joachim Rouault, qui sont en avant-poste au couvent des Carmes, à l'Ouest de Castillon. Cent à cent-vingt Français sont tués et les autres s'enfuient vers le camp retranché. Les Français qui assiègent Castillon se replient aussi dans le camp. Des habitants signalent aux Anglais des mouvements de cavalerie sortant du camp à l'Est. Ces diverses observations font penser à Talbot que son adversaire prépare son retrait et que c'est le bon moment de l'attaquer, sans grand risque.

## Les assauts anglo-gascons
Talbot charge le camp français tout droit à la "barrière". Les limites sinueuses du camp retranché et ses parapets ne lui permettent pas d'apprécier aussitôt la composition et l'importance des forces adverses. Talbot ne dispose que de peu d'artillerie, qui n'est d'ailleurs pas encore arrivée, et doit livrer initialement un combat d'infanterie. Il donne l'assaut dès qu'il est arrivé devant le centre du camp français plutôt que d'attendre l'arrivée de l'ensemble de ses forces. L'attaque est contenue par les Français. Talbot lance de nouveaux assauts qui sont chaque fois repoussés au corps à corps.

## Tirs de l'artillerie de campagne française et mort de Talbot
Entre-temps, Jean Bureau a pu ajuster ses positions en fonction de celles des Anglo-gascons. Il lance les tirs en enfilade de toutes ses bouches, presque à bout portant, sur des Anglo-gascons surpris. La canonnade a un effet dévastateur sur les effectifs anglais. Les soldats anglo-gascons, sous l'effet de la surprise, commencent à s'inquiéter. Talbot fait mettre pied à terre aux cavaliers mais reste en selle, en raison de son grand âge. Un boulet de couleuvrine tue son cheval et lui brise une jambe. Fidèle au serment fait à Charles VII, il est sans arme ni armure et ne porte aucun signe de distinction de sa qualité. Non reconnu lors de l'attaque des Français, il est tué par un archer. Ainsi finit ce fameux et redouté chef anglais, qui passait depuis si longtemps pour l'un des fléaux les plus formidables et un des plus jurés ennemis de la France.

## La charge de la cavalerie bretonne

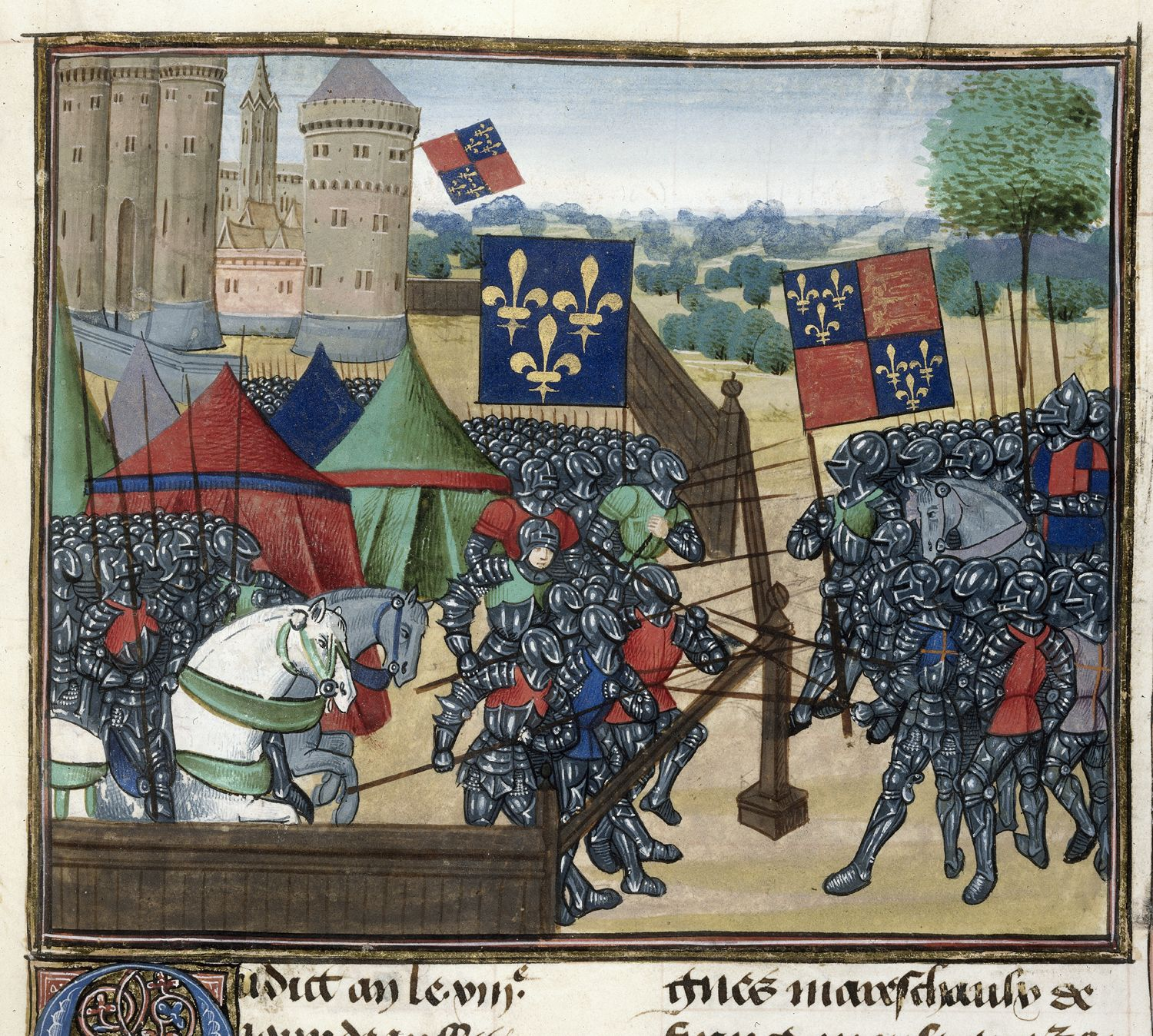
Bataille de Castillon. Miniature ornant un manuscrit des Grandes Chroniques de France, fin du XVe siècle, British Library, Royal 20 C,.

Malgré leur situation devenue très difficile, les Anglo-gascons lancent de nouveaux assauts, qui sont toujours repoussés. De leur position retranchée derrière le camp français, les cavaliers bretons entendent la canonnade et sont prêts à intervenir au bon moment. Lorsqu'ils en sont requis par les chefs du camp retranché, ils longent ce dernier, sans qu'on sache exactement si c'est par l'Est ou par l'ouest, débouchent brutalement sur le champ de bataille et chargent les Anglais. Ces troupes auxiliaires, de grand et noble courage, firent tant, avec l'aide de Dieu et par leur prouesse, que les Anglais tournèrent enfin le dos et furent mis en fuite et défaits. Ainsi, toutes leurs bannières furent abattues et renversées par les Bretons. À l'arrivée de la cavalerie, les Français abaissent les portes de leur camp, en sortent à pied et à cheval et attaquent. Ce qui reste de l'armée anglaise est débordé de toutes parts, ne peut se retirer en ordre et est disloqué. Des rescapés fuient vers Castillon, d'autres vers Saint Emilion et certains même par bateaux. Ils sont poursuivis par les cavaliers bretons et beaucoup sont exterminés ou faits prisonniers. Un grand nombre d'Anglais et de Gascons, près de 5 000, peuvent cependant se réfugier à Castillon, avec sans doute les derniers éléments de l'armée de Talbot. Les réfugiés de Castillon seront faits prisonniers deux jours plus tard. La victoire française est totale.

## Bilan et conséquences
Chez les Français, la bataille a fait une centaine de tués et de blessés. Les Anglais ont perdu 30 chevaliers et 4 000 hommes, dont 500 à 600 morts (2 000 et plus selon la Chronique du temps de Charles VII conservée à la bibliothèque Sainte-Geneviève de Paris), les autres étant blessés ou faits prisonniers pendant la bataille. Parmi les morts se trouvent Talbot, deux de ses fils et le baron de L'Isle, fils de John Talbot, qui avait débarqué en Guyenne à la tête de 2 000 hommes de renfort.
Le lendemain de la bataille, les Français reprennent le siège de Castillon, avec l'artillerie de Jean Bureau pointée sur les remparts. La ville se rend le surlendemain 19 juillet et les rescapés anglais sont faits prisonniers. Le roi d'Angleterre n'a plus de troupe de campagne en Guyenne. Les autres places-fortes anglaises tombent rapidement, si bien qu'il ne reste plus que Bordeaux. Le siège est mis devant la ville tandis que Jean Bureau pointe ses canons sur les remparts. Le 14 octobre, la ville, affamée, préfère se soumettre car la défaite est inévitable avec une telle artillerie moderne.
Avec la bataille décisive de Castillon, l'Aquitaine devient française, après des siècles d'indépendance ou d'autonomie.
Les rois d'Angleterre ne conserveront que la place forte de Calais.
Seuls quelques irréductibles tentèrent de résister dans le Médoc au cours de l’année 1453-1454, autour de Pierre de Montferrand, demi-frère de Jean Ier, seigneur de Langoiran, mais en vain. Pierre de Montferrand fut défait et exécuté à Poitiers par décision royale. Le reste de son corps fut écartelé, et ses membres furent par la suite suspendus aux différentes portes de la ville de Poitiers. Les seigneurs de Lesparre, de Duras, de Lalande et François de Montferrand, seigneur d'Uza et de Belin, prirent le chemin de l'Angleterre. Beaucoup de petits seigneurs et bourgeois de Bordeaux, que l'arrêt de bannissement ne touchait pas, s’expatrièrent néanmoins. Pierre de Béarn, abbé de Ste Croix, à Bordeaux, qui fut un fidèle du roi d'Angleterre, refusa de prêter serment d'allégeance à Charles VII, et se retira dans son pays.
Survenant quelques semaines après la prise de Constantinople par les Turcs, la bataille de Castillon passe presque inaperçue des contemporains[source insuffisante].

## Fin de la guerre de Cent Ans
En 1475, le roi d'Angleterre Édouard IV espère encore pouvoir reconquérir les territoires perdus en débarquant avec son armée à Calais, mais, abandonné par son allié Charles le Téméraire parti guerroyer sur le Rhin, il préfère négocier avec le nouveau roi de France Louis XI. Une entrevue est organisée entre les deux rois, qui débouche sur le traité de Picquigny, lequel met fin officiellement à la guerre de Cent Ans. Par ce traité, Édouard IV reconnaît Louis XI comme seul roi légitime de France, et reçoit en échange une pension annuelle de 50 000 écus et une indemnité de 75 000 écus. Des fiançailles sont par ailleurs prononcées entre le dauphin Charles et la fille aînée d'Édouard. La guerre de Cent Ans est terminée. Les Anglais rembarquent définitivement, accompagnés de quelques seigneurs gascons. Ils n'ont plus en France que Calais, qu'ils conserveront jusqu'en 1558.

## Postérité

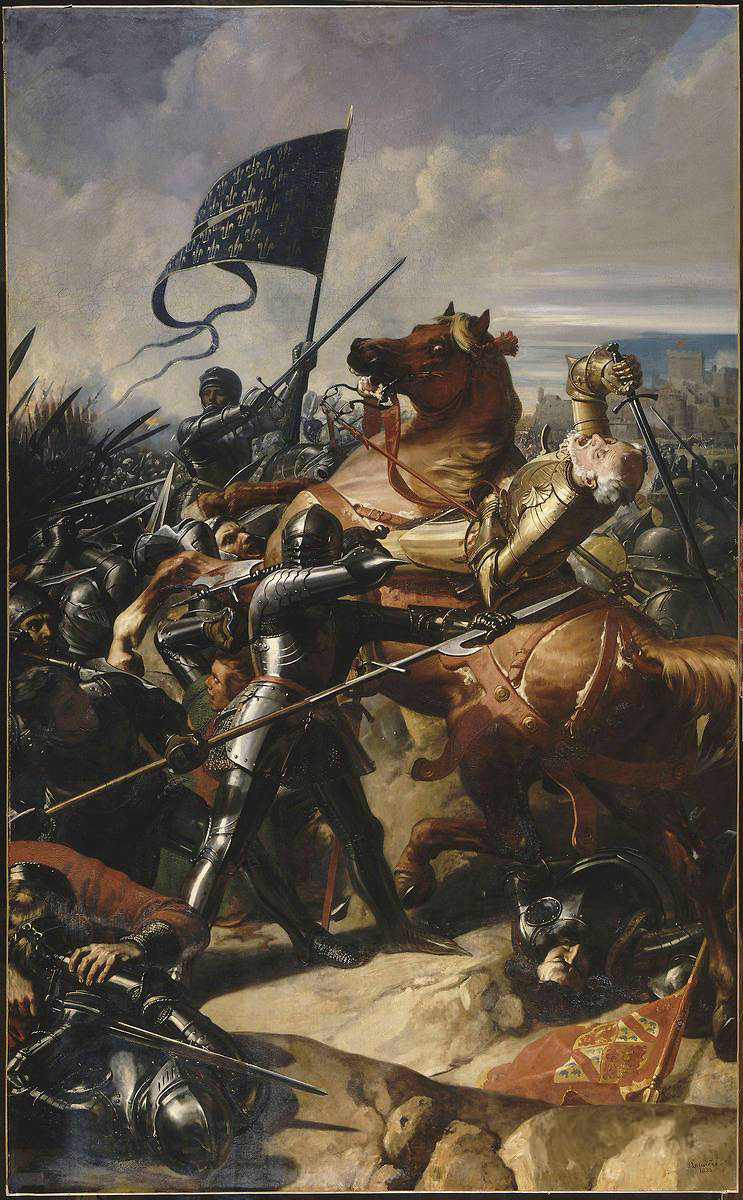
La mort de John Talbot représentée dans une peinture de bataille du XIXe siècle.
Bataille de Castillon, 17 juillet 1453,
huile sur toile de Charles-Philippe Larivière, Versailles, musée de l'Histoire de France, galerie des Batailles, 1839.

Le corps de John Talbot, reconnu par son héraut, est inhumé le lendemain de la bataille dans la chapelle Notre-Dame de Colle, puis dans une chapelle érigée sur place, appelée Notre-Dame de Talbot. Il sera transféré en 1496 en Angleterre à l'abbaye de Whitchurch, dans le Shropshire.
Le souvenir de la bataille est resté vif en Guyenne. Talbot y fut longtemps appelé le bon roi Talabot. Jusqu'au XIXe siècle, une procession se rendait le 17 juillet sur le lieu des combats. Un monument a été érigé à l'emplacement de Notre-Dame de Talbot, détruite pendant la Révolution. Il porte le nom de monument Talbot. Pour le cinq-centenaire de la bataille, la Société française d'archéologie a posé une nouvelle plaque. Un autre monument, à la mémoire des frères Bureau, dû à l'architecte Henri Mello, a été érigé en 1888 en bordure de la D 936 par l'Union patriotique de France à l'initiative de son comité girondin, l'Union patriotique de la Gironde.
Parmi les tableaux célébrant les victoires militaires de la monarchie française dans la galerie des Batailles inaugurée en 1837 par Louis-Philippe Ier au château de Versailles, le roi des Français a tenu à voir figurer la bataille de Castillon, sorte d'« anti-Crécy (...) démontrant la supériorité des boulets français sur les flèches anglaises ».
Chaque été depuis 1977, de mi-juillet à mi-août, un spectacle vivant reconstitue cette bataille « l'espace d'un soir ». Depuis 2016, l'Association Castillon 1453 en est le producteur et Éric Le Collen le metteur en scène. Grâce à la participation de 650 bénévoles et de 35 chevaux, le spectacle « La Bataille de Castillon » est devenu le plus grand spectacle son et lumière de Nouvelle-Aquitaine.

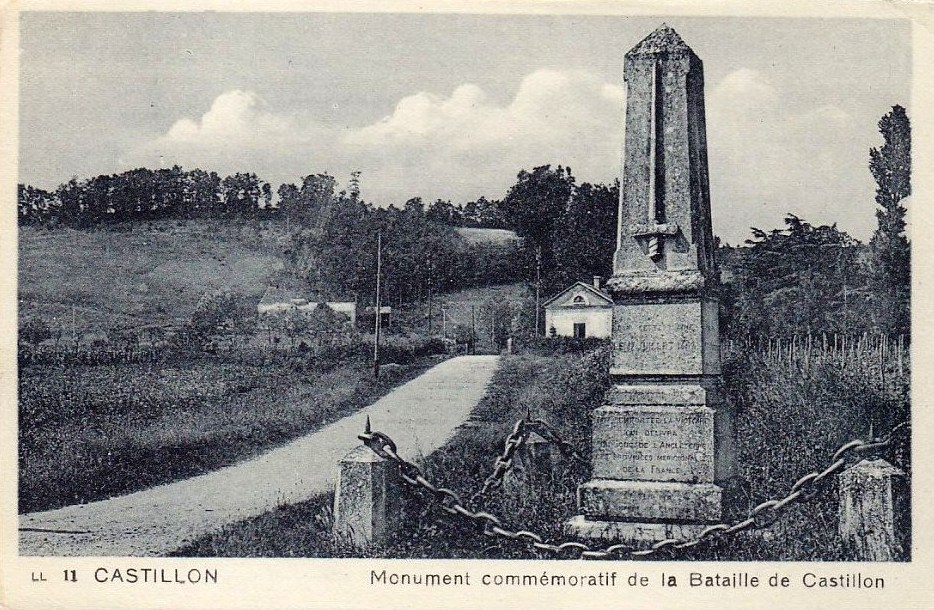
Le monument de la bataille érigé en 1888.
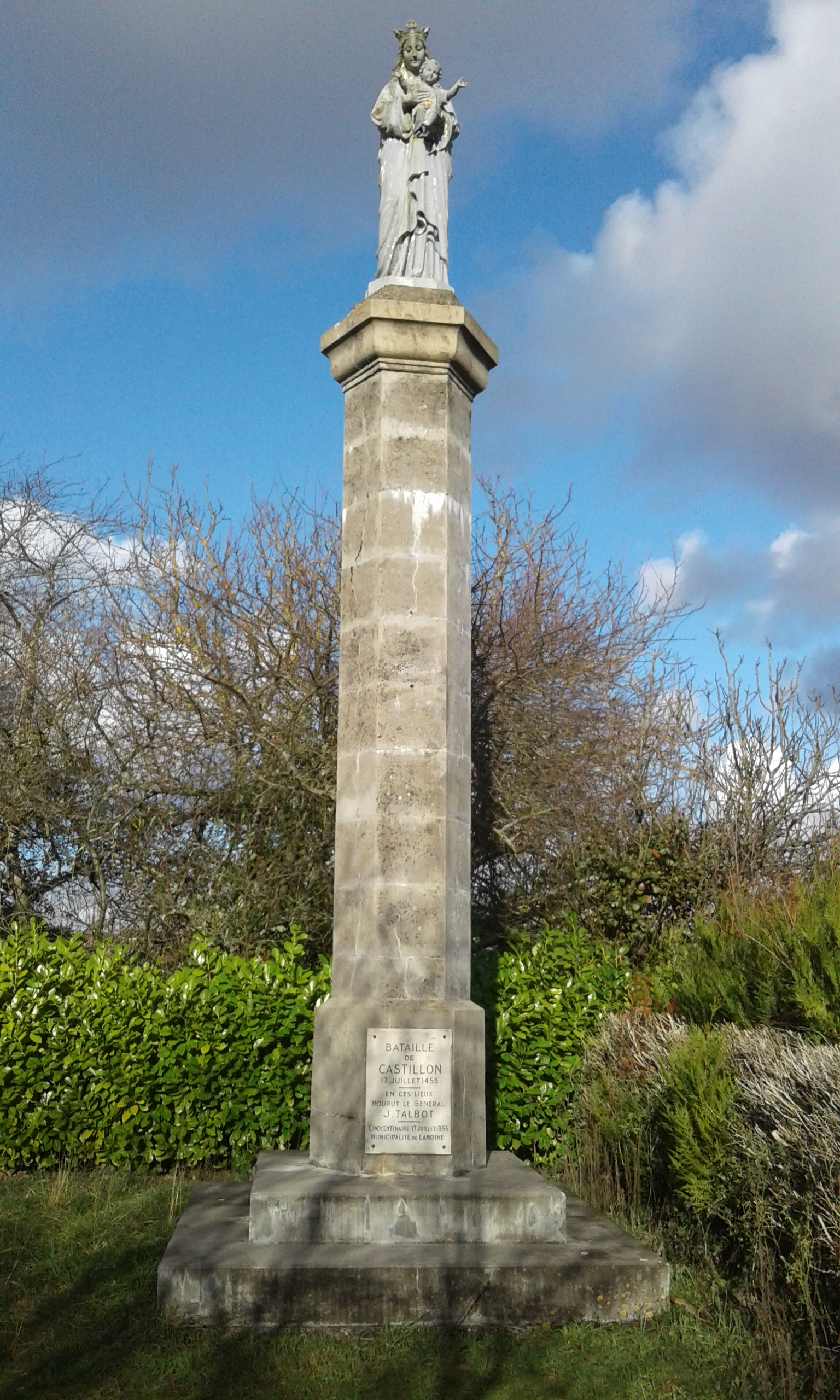
Le monument Talbot.

### Sources primaires imprimées
- Jean Chartier, Chronique de Charles VII, roi de France : nouvelle édition, revue sur les manuscrits, suivie de divers fragments inédits, publiée avec notes, notices et éclaircissements par Vallet de Viriville, t. II, Paris, Pierre Jannet, 1858, IV-346 p. (lire en ligne).
- « Lettre sur la bataille de Castillon en Périgord, 19 juillet 1453 », Bibliothèque de l'École des chartes, Paris, J. B. Dumoulin, 2e série, t. 4,‎ 1847-1848, p. 245-247 (lire en ligne).